# Ornithoglossum gracile
Ornithoglossum gracile är en tidlöseväxtart som beskrevs av Rune Bertil Nordenstam. Ornithoglossum gracile ingår i släktet Ornithoglossum och familjen tidlöseväxter. Inga underarter finns listade i Catalogue of Life.